# Marek Najbrt
Marek Najbrt est un réalisateur République tchèque.

## Filmographie
- 2012 : Polski film
- 2009 : Protektor
- 2004 : Mistri
- 1995 : Akce clovek

## Récompenses et distinctions
- Prix spécial lors du Festival international du film de Vilnius en 2010 pour la réalisation de Protektor.
- Prix du film de Cracovie au Festival international du cinéma indépendant Off Plus Camera en 2010.